# 傑瑞·威佛
傑瑞·大衛·威佛（Jered David Weaver。1982年10月4日—），出生於加利福尼亞州北嶺（Northridge），是前美國職棒大聯盟洛杉磯安那罕天使和聖地牙哥教士隊的先發投手。

## 大學及選秀會
威佛就讀於加州州立大學長堤分校（Long Beach State University），在2004年他得到年大專棒球的金槍獎（Golden Spikes Award）。他也榮獲了大專投手界的最高榮譽克萊門斯獎。同樣在2004年，他還以先發投手的身分，被「棒球美國」（Baseball America）雜誌選入全美籍第一隊（first-team All-American）。威佛在長校棒球隊總共投出了37勝9敗的成績；其中最後一季主投144局、15勝1負、自責分率1.62，且有213次的三振，僅保送了21次。
威佛在2004年選秀會，被天使隊以第1輪的第12順位選走。他是聖路易紅雀隊投手傑夫·威佛（Jeff Weaver）的弟弟。威佛的經紀人與其兄相同，是史考特·波拉斯（Scott Boras）。小威佛和他的經紀人一直拖到2005年5月底才與球團簽約，而他拿了高達400萬美元的簽約金，但還是遠低於他們原先預期的一千萬美金。

## 小聯盟
傑瑞·威佛跟他哥哥一樣，很快地攀升到了大聯盟。他在1A球隊只待了一個多月，就晉級到2A。檢視他不滿一季的小聯盟成績，76局的投球中有7場勝投、3.91的自責分率、95次三振。

## 大聯盟
2006年5月27日，小威佛首度先發亮相，對上巴爾的摩金鶯，主投7局讓對手掛蛋，拿下了勝投，並有5次三振的演出。儘管接下來威佛又連勝三場，當巴特羅·柯隆從傷兵名單歸隊時，他又被送回3A的鹽湖城蜜蜂隊。威佛在2006年6月30號重返大聯盟的原因，竟然是因為球隊把其兄指定派遣（designate for assignment,DFA）；有些人半開玩笑指出，小威佛搶了他哥哥的飯碗。
小威佛追平Whitey Ford所創下的大聯盟記錄，在沒有敗投的狀況下取得9勝之後，他的不敗之身終於在2006年8月24日被波士頓紅襪打破，儘管該場他7局的好投只有掉1分。緊接下來的8月26日，對西雅圖水手時，在首局就遭到鈴木一朗和Chris Snelling的連續砲轟，只投了4又2/3局失5分，苦吞二連敗。
2007年8月12日，威佛兄弟完成大聯盟史上首次兄弟同日先發奪勝紀錄。大威佛對白襪投出5安打完封，小威佛對雙城繳出7.1局失2分的優質先發。
2008年由於威佛敗場數是生涯最多，2008年美國聯盟分區賽沒有擔任先發投手，在第三場比賽延長賽中上場擔任救援投手，主投2局0失分，而球隊在12局上半攻下致勝的1分，威佛拿下勝投，這也是天使美國聯盟分區賽對紅襪8連敗後的第一場勝利。
2009年6月20日，高速公路大戰第2天，由於道奇表定的先發投手Eric Milton因傷被放到15天傷兵名單，喬·托瑞決定將大威佛拉上先發，剛好天使先發輪值輪到小威佛，於是成為了大聯盟史上第8組同場登板投球的兄弟、更是跨聯盟賽事舉辦以來首度兄弟對決。這場對決，威佛兄弟的父母也到現場觀戰，並得到天使球團的全力協助，為他們打造超炫的雙併球衣。不過這場比賽，道奇6:4獲勝。小威佛5.1局失6分，吞下敗投；大威佛5局掉2分，順利得到勝投。
2017年8月16日宣布退休結束12年職棒生涯。

## 球種
傑瑞·威佛的速球不快但控球精確且球種多變(職業生涯BB/9為2.4)，加上201公分的身高和長手臂以及高壓式放球點優勢，能夠有效地對決打者，偶爾他會使用側投來迷惑打者或奪取三振。傑瑞·威佛的球種 四縫線速球(84-88 mph)(生涯最快96mph)、伸卡球(83-87 mph)、變速球(75-80 mph)、滑球(78-81 mph)、曲球(67-72 mph)、卡特球(83-87 mph)

## 軼事
- 每場比賽他開始投球前，他會躬身在投手丘寫上「NA」的字樣，以紀念他過世的隊友 Nick Adenhart。

## 外部連結
- 傑瑞·威佛在美國職棒（英语）
- 傑瑞·威佛在Baseball-Reference.com（大聯盟）（英语）
- 傑瑞·威佛在Baseball-Reference.com（小聯盟以及海外聯盟）（英语）
- 傑瑞·威佛在ESPN（MLB）（英语）
- 傑瑞·威佛在FanGraphs.com（英语）
- 傑瑞·威佛在The Baseball Cube（英语）

1. ↑  威佛兄弟 同日摘勝 頭一遭
2. ↑  .   [2016-05-04]. （原始内容存档于2019-03-06）.
3. ↑  .   [2016-05-04]. （原始内容存档于2019-03-06）.
4. ↑  威佛兄弟對決 道奇哥哥贏了